# Nynkov
Nynkov je malá vesnice, část obce Svojšín v okrese Tachov v Plzeňském kraji. Nachází se asi 1,5 kilometru jihozápadně od Svojšína. Je zde evidováno 10 adres. V roce 2011 zde trvale žilo osm obyvatel.
Nynkov je také název katastrálního území o rozloze 1,52 km².

## Historie
První písemná zmínka o vesnici pochází z roku 1379.

## Obyvatelstvo
| Rok            | 1869 | 1880 | 1890 | 1900 | 1910 | 1921 | 1930 | 1950 | 1961 | 1970 | 1980 | 1991 | 2001 | 2011 | 2021 |
| -------------- | ---- | ---- | ---- | ---- | ---- | ---- | ---- | ---- | ---- | ---- | ---- | ---- | ---- | ---- | ---- |
| Počet obyvatel | 82   | 67   | 78   | 83   | 91   | 90   | 90   | 36   | 34   | 28   | 20   | 6    | 4    | 8    | 13   |
| Počet domů     | 13   | 14   | 14   | 14   | 14   | 14   | 17   | 12   | 12   | 10   | 9    | 5    | 9    | 4    | 9    |

## Pamětihodnosti
- Sýpka a stáje zemědělského dvora če. 2

## Další fotografie

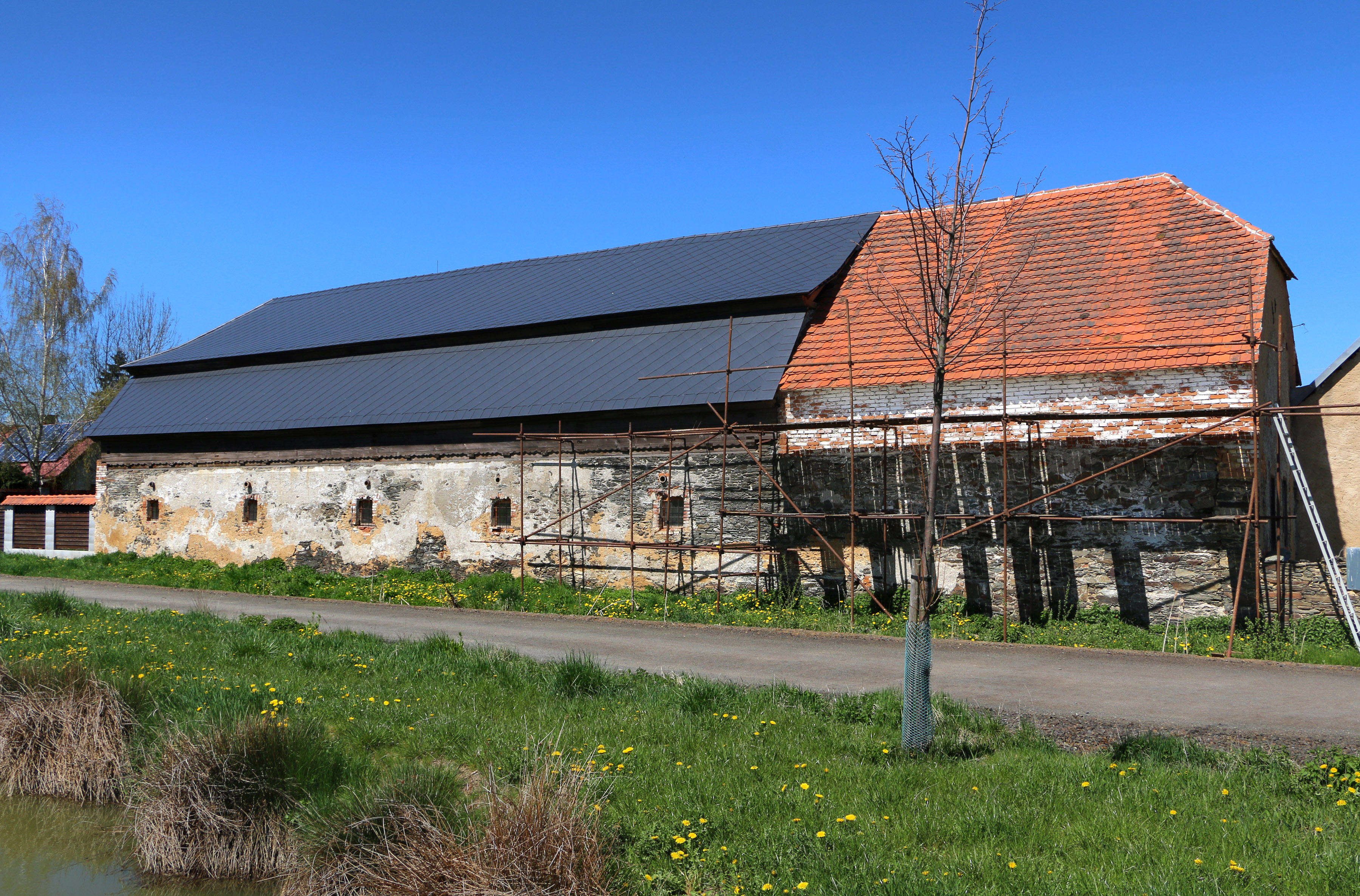
Stáje
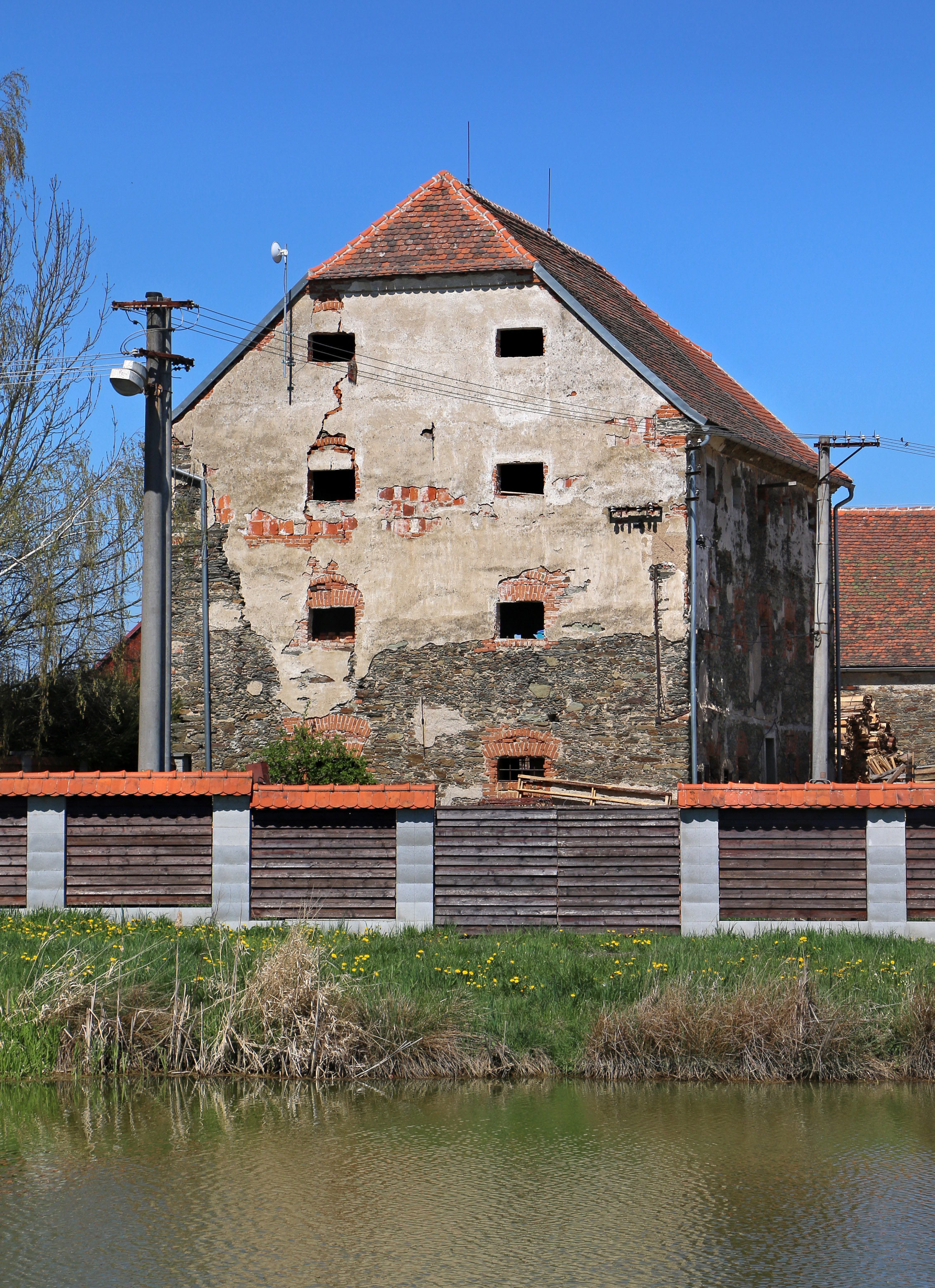
Sýpka
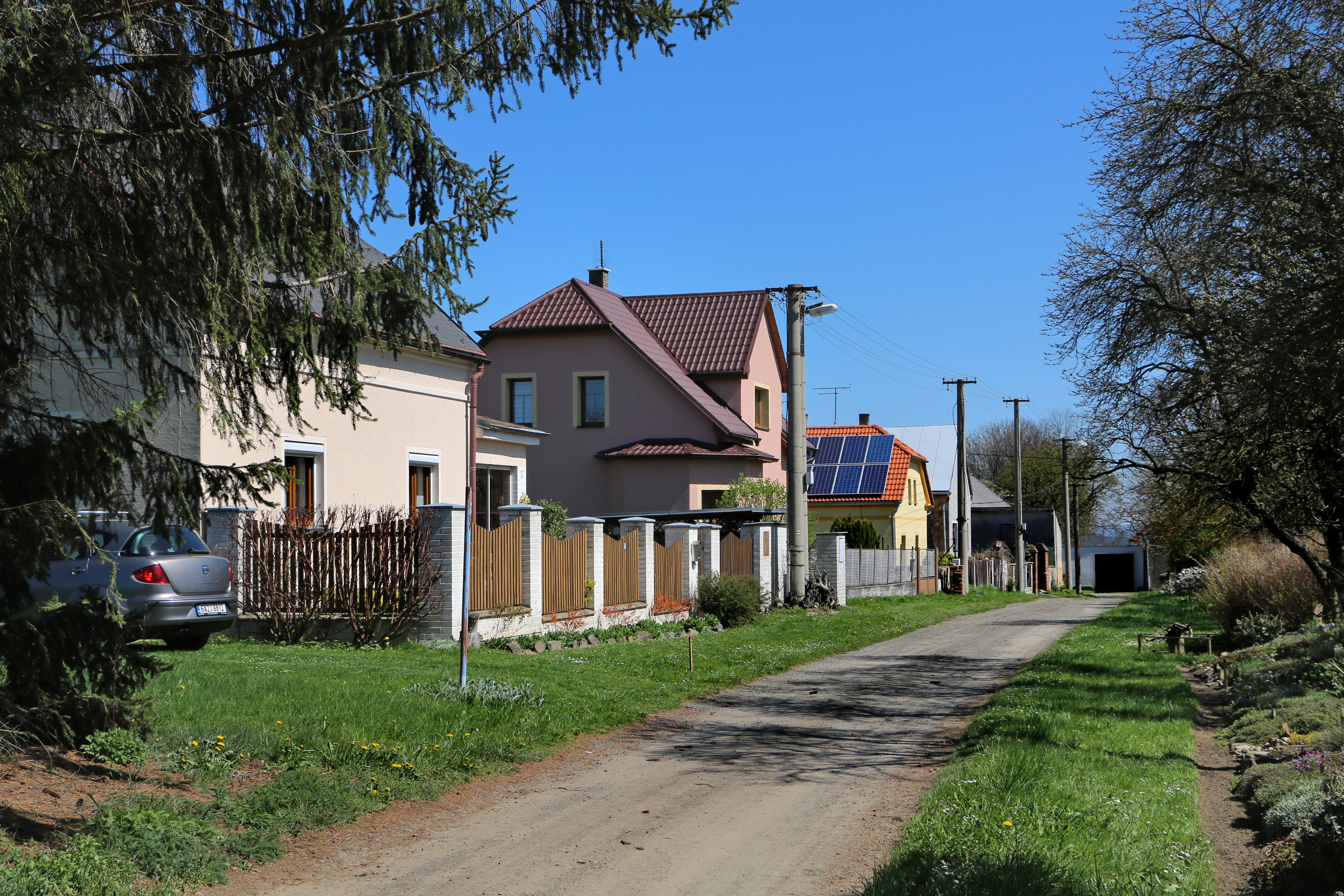
Západní část vesnice
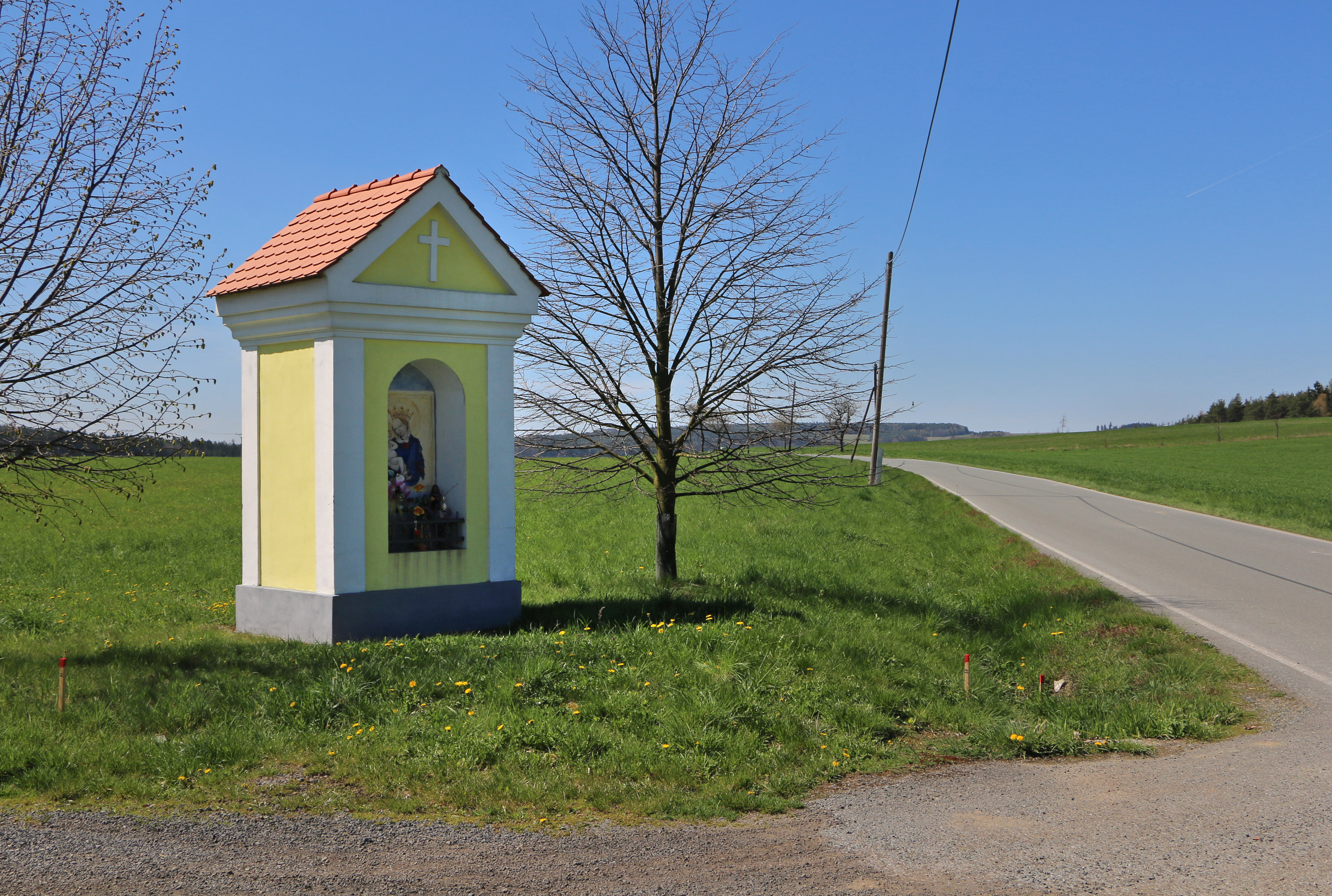
Kaplička u hlavní silnice